# 威平沃特 (內布拉斯加州)
威平沃特（英語：Weeping Water）是位於美國內布拉斯加州卡斯縣的城市。

## 人口
根據2020年美國人口普查的數據，威平沃特的面積為2.56平方千米，皆為陸地。當地共有人口1029人，而人口密度為每平方千米402人。